# Josef Pfitzner
Josef Pfitzner (ur. 24 marca 1901 w Petrovicach, zm. 6 września 1945 w Pradze) – sudeckoniemiecki historyk i polityk nazistowski.

## Życiorys
Ukończył gimnazjum w Opawie. W 1924 roku ukończył studia historyczne na Niemieckim Uniwersytecie Karola i Ferdynanda w Pradze, następnie podjął pracę jako asystent na Wydziale Filozoficznym uczelni. W 1930 roku został profesorem nadzwyczajnym. Jego zainteresowania naukowe obejmowały mediewistykę, średniowieczną historię Śląska oraz Polski i Litwy, zajmował się także osobą Michaiła Bakunina. W 1930 roku wziął ślub z Alžbětą Kotekovą, z którą miał później syna, Gerharda. Biegle władał językiem czeskim, podczas studiów uczęszczał na wykłady Josefa Pekařa. Pfitzner uważany był za działacza na rzecz współpracy czesko-niemieckiej i wzajemnego zrozumienia.
W 1935 roku otrzymał od Tomáša Masaryka tytuł profesora. W tym samym roku został członkiem Partii Niemców Sudeckich, później został także Standartenführerem SA. Po wstąpieniu do partii nazistowskiej zajął się promowaniem rzekomej, historycznej zwierzchności Niemiec nad Czechami. W 1938 roku został wybrany do rady miejskiej Pragi. Brał udział w negocjacjach z Wenzelem Jakschem w sprawie połączenia niemieckiej partii socjaldemokratycznej w Czechosłowacji z Partią Niemców Sudeckich. Po powstaniu Protektoratu Czech i Moraw został mianowany pierwszym zastępcą burmistrza Otakara Klapki. Osobiście zaangażował się m.in. w zniszczenie Grobu Nieznanego Żołnierza oraz zmienianie nazw ulic w mieście. Był autorem planu germanizacji Pragi, był również odpowiedzialny za deportacje praskich Żydów.
Po aresztowaniu burmistrza Klapki, Pfitzner zajął apartament burmistrza przy ulicy Mariánské náměstí. Nowym burmistrzem Pragi został Alois Říha, Pfitzner sprawował jednak faktyczną władzę w mieście, doprowadził m.in. do uznania języka niemieckiego za jedyny język urzędowy w praskim ratuszu. Po objęciu urzędu protektora przez Reinharda Heydricha próbowano pozbawić go stanowiska i wysłać go jako wykładowcę na jeden z niemieckich uniwersytetów, plany te powstrzymała jednak śmierć Heydricha.
Po wybuchu powstania praskiego, 8 maja 1945 roku opuścił Pragę. Został aresztowany przez żołnierzy amerykańskich i po dwóch tygodniach przekazany władzom czechosłowackim. Następnie został skazany na śmierć. Wyrok wykonano przez powieszenie, 6 września 1945 roku. Egzekucja została przeprowadzona publicznie na placu Soudní náměstí, miało w niej wziąć udział nawet 100 tysięcy osób. Podczas egzekucji został spoliczkowany przez kata po wykrzyczeniu, że umiera za Niemcy. Egzekucja Pfitznera była ostatnią publiczną egzekucją zbrodniarza nazistowskiego w Czechosłowacji.